# اتو یسپرسن
ینس اتو هری یسپِرسِن (به انگلیسی:Jens Otto Harry Jespersen) یا اتو یسپرسن (دانمارکی: [ʌtˢo ˈjɛsb̥ɐsn̩]؛ به انگلیسی: Otto Jespersen؛ زاده ۱۶ ژوئیهٔ ۱۸۶۰ – درگذشت ۳۰ آوریل ۱۹۴۳) یک زبانشناس اهل دانمارک است که در گرامر زبان انگلیسی تخصص داشت.